# Acrotomia subfasciata
Acrotomia subfasciata är en fjärilsart som beskrevs av W. Warren 1897. Acrotomia subfasciata ingår i släktet Acrotomia och familjen mätare. Inga underarter finns listade i Catalogue of Life.